# رباعي فلوريد اليورانيوم
رباعي فلوريد اليورانيوم (أو فلوريد اليورانيوم الرباعي) هو مركب كيميائي من اليورانيوم والفلور له الصيغة الكيميائية UF4، ويكون على شكل صلب أخضر اللون، ويعرف لذلك أحياناً باسم الملح الأخضر.

## التحضير
يحضر رباعي فلوريد اليورانيوم من تأثير حمض هيدروفلوريك على ثنائي أكسيد اليورانيوم:
{\displaystyle \mathrm {UO_{2}\ +\ 4\ HF\ \longrightarrow \ UF_{4}\ +\ 2\ H_{2}O} }
كما يمكن أن تتم عملية التحضير عن طريق تفاعل سداسي فلوريد اليورانيوم مع غاز الهيدروجين:
{\displaystyle \mathrm {UF_{6}\ +\ H_{2}\ \longrightarrow \ UF_{4}\ +\ 2\ HF} }
للحصول على منتج نقي من رباعي فلوريد اليورانيوم بواسطة تمرير ثنائي كلورو ثنائي فلورو الميثان (فريون 12)
على ثلاثي أكسيد اليورانيوم عند درجات حرارة حوالي 400 °س.
{\displaystyle \mathrm {UO_{3}+2\ CCl_{2}F_{2}\longrightarrow UF_{4}+Cl_{2}+COCl_{2}+CO_{2}} }

## الخواص
يكون رباعي فلوريد اليورانيوم على شكل صلب أخضر اللون في الشروط العادية من الضغط ودرجة الحرارة. لا تنحل بلورات المركب في الماء، وهي تتبع نظام بلوري أحادي الميل ذو زمرة فراغية C2/c، وتكون أبعاد الشبكة البلورية كالتالي:
a = 1273 pm, b = 1075 pm, c = 843 pm, β = 126° مع وجود اثنتا عشر وحدة صيغة لكل وحدة خلية.
يتحلمه رباعي فلوريد اليورانيوم عند التماس مع الماء أو الرطوبة تدريجياً إلى ثنائي أكسيد اليورانيوم:
{\displaystyle \mathrm {UF_{4}\ +\ 2\ H_{2}O\ \longrightarrow \ UO_{2}\ +\ 4\ HF} }
لذلك فمن الصعب الاحتفاظ به لفترات طويلة.

## احتياطات الأمان
مركب رباعي فلوريد اليورانيوم مرتفع السمية وهو من المواد المشعة.